# Harald Kanepi
Harald Kanepi (ur. 21 lutego 1921 w Tallinnie; zm. w lipcu 1975 w Uchcie, Komijska ASRR, ZSRR) – estoński bokser, wicemistrz Europy.
Startując w Mistrzostwach Europy w Dublinie 1939 roku, wywalczył srebrny medal w kategorii lekkiej.
Uczestnicząc w mistrzostwach Estonii pięciokrotnie zdobył mistrzostwo kraju, w 1938 i 1939 w wadze lekkiej, a w 1940, 1941 i 1945 w kategorii półśredniej.